# Бульвар Мажента
Бульвар Мажента́ (фр. boulevard de Magenta, МФА: [bul.vaʁ.də.ma.ʒɛ̃.ta]) — бульвар у Дев'ятому і Десятому муніципальних округах Парижа. Починається від площі Республіки (будинок № 1 на вулиці Борепер) і закінчується на бульварі Рошешуар (будинок № 1) і бульварі Делашапель (будинок № 53).
Названий на честь битви під Маджентою, що відбулася 4 червня 1859 року біля міста Маджента у північній Італії. У цій битві об'єднані сили Сардинського королівства і французької «Армії Італії» (Armée d'Italie) під командуванням Мак-Магона і Наполеона ІІІ здобули перемогу над австрійською армією фельдмаршала-лейтенанта Дьюлаї.
Створення бульвару було частиною Османської реконструкції Парижа.

## Станції метро
- Републік
- Жак Бонсержан
- Барбес-Рошешуар

Станція RER Маджента, що знаходиться на схід від Північного вокзалу, хоча й названа за бульваром, розташована осторонь від нього.